# 小坡遗址
小坡遗址，又名杨庄小坡遗址，位于中国甘肃省宁县，为一个省级文物保护单位，类型为古遗址。
小坡遗址的历史年代为新石器时代至青铜时代、周、汉。